# Ghogha
Ghogha är en ort i Indien.   Den ligger i distriktet Bhāvnagar och delstaten Gujarat, i den västra delen av landet, 900 km sydväst om huvudstaden New Delhi. Ghogha ligger 10 meter över havet och antalet invånare är 11 361.
Terrängen runt Ghogha är platt. Havet är nära Ghogha åt nordost.  Närmaste större samhälle är Bhavnagar, 16,0 km nordväst om Ghogha.